# Episodi di Vi presento i miei (prima stagione)
La prima stagione della sitcom Vi presento i miei è andata in onda negli USA dal 19 gennaio 2011 al 23 febbraio sul canale TV Land.
| nº | Titolo originale    | Titolo italiano        | Prima TV USA     | Prima TV Italia |
| -- | ------------------- | ---------------------- | ---------------- | --------------- |
| 1  | Pilot               | Ritorno a casa         | 19 gennaio 2011  | 14 luglio 2011  |
| 2  | Hit It and Quit It  | Mordi e fuggi          | 26 gennaio 2011  | 21 luglio 2011  |
| 3  | Rocket Man          | Figli delle stelle     | 2 febbraio 2011  | 28 luglio 2011  |
| 4  | David's Room        | La stanza di David     | 9 febbraio 2011  | 4 agosto 2011   |
| 5  | Matchmarkes         | Il ragazzo del momento | 16 febbraio 2011 | 11 agosto 2011  |
| 6  | Stuck in the Meddle | La grande bugia        | 23 febbraio 2011 | 18 agosto 2011  |